# SMDT1
SMDT1 (англ. Single-pass membrane protein with aspartate rich tail 1) – білок, який кодується однойменним геном, розташованим у людей на довгому плечі 22-ї хромосоми. Довжина поліпептидного ланцюга білка становить 107 амінокислот, а молекулярна маса — 11 441.
| 10         |  | 20         |  | 30         |  | 40         |  | 50         |
| ---------- |  | ---------- |  | ---------- |  | ---------- |  | ---------- |
| MASGAARWLV |  | LAPVRSGALR |  | SGPSLRKDGD |  | VSAAWSGSGR |  | SLVPSRSVIV |
| TRSGAILPKP |  | VKMSFGLLRV |  | FSIVIPFLYV |  | GTLISKNFAA |  | LLEEHDIFVP |
| EDDDDDD    |  |            |  |            |  |            |  |            |

A: Аланін

D: Аспарагінова кислота

E: Глутамінова кислота

F: Фенілаланін

G: Гліцин

H: Гістидин

I: Ізолейцин

K: Лізин

L: Лейцин

M: Метіонін

N: Аспарагін

P: Пролін

R: Аргінін

S: Серин

T: Треонін

V: Валін

W: Триптофан

Задіяний у таких біологічних процесах, як транспорт іонів, транспорт, транспорт кальцію. 
Білок має сайт для зв'язування з іоном кальцію. 
Локалізований у мембрані, мітохондрії, внутрішній мембрані мітохондрії.